# Палтус (подводная лодка)
«Палтус» — русская подводная лодка типа «Осётр» времён русско-японской войны.

## История строительства
Подводная лодка «Палтус» была заложена в 1904 году на верфи Newport News Shipbuilding & Dry Dock Company в Ньюпорт-Ньюс, США. В марте 1905 года в разобраном виде была доставлена в Либаву (Россия), где на заводе по сути не собиралась, а строилась заново из-за низкого качества поставляемых частей корпуса.
Сборка была закончена 1 августа 1905 года, после чего «Палтус» был отправлен по железной дороге во Владивосток к месту службы. Эшелон прибыл на место 24 сентября того же года. 29 ноября спущена на воду во Владивостоке.

## История службы
Зиму 1905—1906 года подлодка провела в бухте Новик, остров Русский. В 1906 году вошла в строй. До 1913 года подводная лодка служила в составе Сибирской флотилии, зимовала во Владивостоке, летом проходила боевую подготовку в заливе Стрелок, бухта Разбойник.
В июле 1907 года на лодке произошёл взрыв газов, аккумуляторная батарея полностью вышла из строя.
11 ноября 1913 года «Палтус» был выведен из боевого состава флота, 16 ноября исключён из списка кораблей Сибирской флотилии, 10 марта 1914 года был сдан к порту для разборки. Возможно, использовался как блокшив. В 1922 году был разделана на металл.

## Командиры
- П. П. Поярков: 11 апреля 1905 — 13 июня 1907 г., 31 декабря 1907 — 1 сентября 1908 г.
- В. А. Меркушев: вр. и. о. 1908, командир — 1909—1910 гг.
- С. К. Леонович: вр. и. о. 2 апреля — 12 декабря 1908 г.
- К. Д. Ордовский-Танаевский: 12 декабря 1908—1912 гг.
- А. И. Пантелеев (Строганов): вр. и. о. 2 июня — 1 октября 1913 г.
- В. В. Вилькен: вр. и. о. 7 марта — 21 июня 1913 г.